# Teaser Japanese
Teaser Japanese, text och musik av Per Gessle, släpptes på singel av den svenska popgruppen Gyllene Tider den 30 november 1983. I Nederländerna släppte de den med Gyllene Tider under gruppnamnet "Roxette" (utan Marie Fredriksson). I USA släpptes singeln med "Can You Touch Me?" som B-sida.

## Låtlista

### Singelskiva

#### Sida A
1. Teaser Japanese - 3:28

#### Sida B
1. Young Girl - 3:32

### Maxisingel

#### Sida A
1. Teaser Japanese (Oriental version) - 5:47

#### Sida B
1. Teaser Japanese - 3:28
2. Young Girl - 3:32

### Nederländerna

#### Sida A
1. Teaser Japanese

#### Sida B
1. Young Girl

### USA

#### Sida A
1. Teaser Japanese

#### Sida B
1. Can You Touch Me?